# Les Deux Collègues

Les Deux Collègues (ou Deux Collègues) est un court métrage français muet réalisé par Albert Capellani, sorti en 1911.

## Synopsis
Dupont et Durand, deux fonctionnaires, partagent le même bureau. Ils sont tout au mol accomplissement de leurs tâches administratives quand se présente une personne venue présenter une requête. Aussitôt, leur apathie se mue en zèle, en ronds de jambes, en réponse empressée à la demande de la visiteuse. Car la solliciteuse n'est autre qu'une jolie femme et dès lors Dupont veut passer avant Durand et Durand veut évincer Dupont dans la plus parfaite exécution qui soit du service public. Las, le directeur, jeune et avenant, pénètre dans l'antre des ronds-de-cuir et s'occupe en personne - et non sans galanterie - de la belle administrée. Tout penauds, les deux collègues se réconcilient aussitôt. Ils ont compris qu'ils ont passé l'âge de la séduction...

## Fiche technique
- Titre : Les Deux Collègues
- Réalisation : Albert Capellani
- Scénario : Charles Clairville
- Production : Société cinématographique des auteurs et gens de lettres (SCAGL)
- Distribution : Pathé Frères
- Pays d'origine :  France
- Langue : film muet avec les intertitres en français
- Métrage : 175 mètres
- Tournage : du 16 au 18 janvier 1911
- Format : Noir et blanc — 35 mm — 1,33:1 —  Muet
- Genre : Comédie
- Durée : 5 minutes 50
- Dates de sortie :
  - France : avril 1911

## Distribution
- André Simon : Dupont, un employé de bureau
- Paul Calvin : Durand, son collègue
- Saturnin Fabre : le directeur
- Régina Sandri : la solliciteuse
- Charles Lorrain
- Simery
- Albertot